# Steuergesetzbuch (Russland)
Das Steuergesetzbuch der Russischen Föderation (russisch Налоговый кодекс Российской Федерации, „Nalogovyj kodeks“) ein kodifizierter Gesetzgeber, der ein System von Steuern und Gebühren in der Russischen Föderation festlegt.
Es besteht aus zwei Teilen: Teil eins (allgemeiner teil), der die allgemeinen Grundsätze der Besteuerung festlegt, und Teil zwei (Sonderteil oder Sonderteil), der die Besteuerung durch jede der im Land festgelegten Steuern (Gebühren) festlegt.

## Erster teil
Der erste Teil des Kodex wurde vom Präsidenten der Russischen Föderation am 31. Juli 1998 unterzeichnet und trat am 1. Januar 1999 in Kraft. Legt die allgemeinen Grundsätze der Besteuerung und Zahlung von Gebühren in der Russischen Föderation fest, einschließlich:
- arten von Steuern und Gebühren, die in der Russischen Föderation erhoben werden;
- die Gründe für die Entstehung (Änderung, Kündigung) und das Verfahren zur Erfüllung von Pflichten zur Zahlung von Steuern und Gebühren;
- Grundsätze für die Festlegung, Inbetriebnahme und Beendigung der zuvor eingeführten Steuern von Subjekten der Russischen Föderation und lokalen Steuern;
- rechte und Pflichten von Steuerpflichtigen, Steuerbehörden, Steuerbevollmächtigten und anderen Beteiligten an den durch das Steuer- und Abgabenrecht geregelten Beziehungen;
- Formulare und Methoden der Steuerkontrolle;
- Verantwortung für Steuerstraftaten;
- Verfahren zur Beschwerde gegen die Handlungen der Steuerbehörden und die Handlungen (Untätigkeit) ihrer Beamten.

## Zweiter Teil
Der zweite Teil des Kodex wurde vom Präsidenten der Russischen Föderation am 5. August 2000 unterzeichnet und trat am 1. Januar 2001 in Kraft. Der zweite Teil des Kodex legt die Grundsätze für die Berechnung und Zahlung jeder im Kodex festgelegten Steuern und Gebühren fest.
Jeder Steuer oder einem speziellen Steuerregime ist ein separates Kapitel des zweiten Teils des Codes gewidmet. Auch ein separates Kapitel legt das Verfahren für die Berechnung und Zahlung der staatlichen Gebühr fest. Darüber hinaus ist das Verfahren für die Berechnung und Zahlung von Gebühren für die Nutzung von Objekten der Tierwelt und für die Nutzung von Objekten mit biologischen Wasserressourcen auch in einem separaten Kapitel des zweiten Teils des Codes festgelegt.

## Die Geschichte
Seit dem 1. Januar 2001 sind nur vier Kapitel des Kodex in Kraft getreten, mit denen die:
- Mehrwertsteuer;
- Verbrauchsteuern;
- Steuern auf das Einkommen natürlicher Personen;
- Eine einheitliche Sozialsteuer (erhoben am 1. Januar 2010, ersetzt durch Beiträge für bestimmte Versicherungsarten).

Seit dem 1. Januar 2002 wurden:
- Einkommensteuer für Organisationen;
- Bergbausteuer;
- Umsatzsteuer (ab 1. Januar 2004 abgeschafft);
- Einheitliche landwirtschaftliche Steuer (Sondersteuer).

Seit dem 1. Januar 2003 wurden auch:
- Transportsteuer;
- Vereinfachtes Steuersystem (Sondersteuerregime);
- Einheitliche Steuer auf zugerechnetes Einkommen (Sondersteuerregime) (Gültigkeitszeitraum 1998–2021).

Im Juni 2003 wurde das Steuersystem für die Durchführung von Produktteilungsvereinbarungen (Sondersteuerregime) eingeführt.
Seit dem 1. Januar 2004 gelten die Kapitel des Kodex, die installiert sind:
- Gebühren für die Nutzung von Objekten der Tierwelt und für die Nutzung von Objekten biologischer Wasserressourcen;
- Glücksspielsteuer;
- Vermögenssteuer von Organisationen.

Seit dem 1. Januar 2005 gelten die Kapitel des Kodex, die installiert sind:
- Wassersteuer;
- Stempelgebühr;
- Ackerzins.

Seit dem 1. Januar 2015 wurden Kapitel 32 des Abgabengesetzbuches der Russischen Föderation eingeführt, das die Vermögenssteuer für natürliche Personen regelt, und Kapitel 33, in das die Handelsgebühr eingeführt wurde.
Am 1. Januar 2017 trat das Kapitel 34 des Abgabengesetzbuches der Russischen Föderation «Versicherungsbeiträge» in Kraft.
Ab dem 1. Januar 2022 können lokale Steuern nicht nur von den Kommunen, sondern auch von den Bundesgebieten Russlands erhoben werden.